# Descanso montanus
Descanso montanus är en spindelart som beskrevs av Bryant 1943. Descanso montanus ingår i släktet Descanso och familjen hoppspindlar. Inga underarter finns listade i Catalogue of Life.